# Curium 244
table
Le curium 244, noté 244Cm, est l'isotope du curium dont le nombre de masse est égal à 244 : son noyau atomique compte 96 protons et 148 neutrons avec un spin 0+ pour une masse atomique de 244,062 75 g/mol. Il est caractérisé par un excès de masse de 58 451,8 ± 1,1 keV et une énergie de liaison nucléaire par nucléon de 7 523,953 ± 0,005 keV.

## Propriétés
Un gramme de curium 244 présente une radioactivité de 3,0 TBq.
Il donne du plutonium 240 par désintégration α avec une énergie de désintégration de 5,902 MeV et une période radioactive de 18,10 ans. Il connaît également 1,4 × 10−6 fission spontanée pour chaque désintégration α.
Ce radioisotope peut être obtenu par capture neutronique de plutonium irradié.
Le curium 244 a été proposé comme source d'énergie pour générateur thermoélectrique à radioisotope dans le domaine spatial, avec une puissance spécifique de 2,8 kW/kg, mais présente, pour cet usage, l'inconvénient d'émettre un flux important de neutrons en raison des fissions spontanées.
Le curium 244 est également utilisé comme source de particules α dans les spectromètres dits « à rayons X et particules α » (APXS) permettant l'analyse des matériaux collectés lors des missions d'exploration spatiales. L'instrument Athena des Mars Exploration Rovers Spirit et Opportunity contenait six sources de 244Cm générant une activité d'environ 30 mCi (1,1 GBq). 